# Boerenkersroest
De boerenkersroest (Puccinia thlaspeos) is een roest die behoort tot de familie Pucciniaceae. De schimmel is een biotrofe parasiet die telia vormt op de onderzijde van blad van boerenkers (Thlaspi), scheefkelk (Arabis) en wede (Isatis).

## Kenmerken

### Uiterlijke kenmerken
Voor genoemde waardplanten (boerenkers, scheefkelk en wede) de enig bekende roest. Aangetaste planten zijn misvormd, geelgroen verbleekt en bloeien meestal niet. De bruine, kussenvormige telia zitten op de achterkant van de bladeren. Door de kiemende teliosporen kleuren ze grijs. 

### Microscopische kenmerken
De tweecellige, breed-elliptische teliosporen zijn  41-50 × 15-17 µm groot. Ze hebben een gladde wand en een 10 µm verdikte top. De steel blijft vastzitten.

## Verspreiding
Boerenkersroest komt in Europa en het westen van Noord-Amerika voor. In Nederland komt boerenkersroest uiterst zeldzaam voor. Het is alleen bekend van zinkboerenkers (Thlaspi caerulescens var. calaminare) (meldingen uit 1874 en 1924). In 1987 gemeld van La Calamine (België).